# تشيتوزي (هوكايدو)
مدينة تشيتوزي (بالإنجليزية: Chitose)‏ هي أحد المدن التابعة لمحافظة هوكايدو. تأسست رسميًا في 01/07/1958. ويقدر عدد سكانها بـ 94124 نسمة حسب تقدير مكتب الإحصاء الياباني لعام 2012. تبلغ مساحة تشيتوزي 594.95 كم2. بكثافة سكانية تبلغ 158 نسمة/كم2.

## المناخ
يظهر الجدول التالي التغييرات المناخية على مدار السنة لتشيتوزي:
| البيانات المناخية لـتشيتوزي                                                 | البيانات المناخية لـتشيتوزي | البيانات المناخية لـتشيتوزي | البيانات المناخية لـتشيتوزي | البيانات المناخية لـتشيتوزي | البيانات المناخية لـتشيتوزي | البيانات المناخية لـتشيتوزي | البيانات المناخية لـتشيتوزي | البيانات المناخية لـتشيتوزي | البيانات المناخية لـتشيتوزي | البيانات المناخية لـتشيتوزي | البيانات المناخية لـتشيتوزي | البيانات المناخية لـتشيتوزي | البيانات المناخية لـتشيتوزي |
| الشهر                                                                       | يناير                       | فبراير                      | مارس                        | أبريل                       | مايو                        | يونيو                       | يوليو                       | أغسطس                       | سبتمبر                      | أكتوبر                      | نوفمبر                      | ديسمبر                      | المعدل السنوي               |
| --------------------------------------------------------------------------- | --------------------------- | --------------------------- | --------------------------- | --------------------------- | --------------------------- | --------------------------- | --------------------------- | --------------------------- | --------------------------- | --------------------------- | --------------------------- | --------------------------- | --------------------------- |
| الدرجة القصوى °م (°ف)                                                       | 8.2 (46.8)                  | 9.1 (48.4)                  | 14.4 (57.9)                 | 24.1 (75.4)                 | 29.9 (85.8)                 | 31.4 (88.5)                 | 33.1 (91.6)                 | 34.2 (93.6)                 | 30.5 (86.9)                 | 24.6 (76.3)                 | 20.9 (69.6)                 | 15.0 (59.0)                 | 34.2 (93.6)                 |
| متوسط درجة الحرارة الكبرى °م (°ف)                                           | −1.4 (29.5)                 | −0.8 (30.6)                 | 3.2 (37.8)                  | 10.7 (51.3)                 | 16.0 (60.8)                 | 19.3 (66.7)                 | 22.4 (72.3)                 | 24.6 (76.3)                 | 21.6 (70.9)                 | 15.8 (60.4)                 | 8.3 (46.9)                  | 1.5 (34.7)                  | 11.8 (53.2)                 |
| المتوسط اليومي °م (°ف)                                                      | −6.7 (19.9)                 | −6 (21)                     | −1.2 (29.8)                 | 5.3 (41.5)                  | 10.4 (50.7)                 | 14.5 (58.1)                 | 18.3 (64.9)                 | 20.4 (68.7)                 | 16.5 (61.7)                 | 10.0 (50.0)                 | 3.3 (37.9)                  | −3.4 (25.9)                 | 6.8 (44.2)                  |
| متوسط درجة الحرارة الصغرى °م (°ف)                                           | −13.9 (7.0)                 | −13.4 (7.9)                 | −6.9 (19.6)                 | −0.1 (31.8)                 | 5.2 (41.4)                  | 10.5 (50.9)                 | 15.3 (59.5)                 | 17.1 (62.8)                 | 11.4 (52.5)                 | 3.7 (38.7)                  | −2.4 (27.7)                 | −9.6 (14.7)                 | 1.4 (34.5)                  |
| أدنى درجة حرارة °م (°ف)                                                     | −30.7 (−23.3)               | −30.3 (−22.5)               | −25.7 (−14.3)               | −14.2 (6.4)                 | −3.8 (25.2)                 | —                           | —                           | —                           | —                           | —                           | −18.1 (−0.6)                | −25.9 (−14.6)               | −30.7 (−23.3)               |
| الهطول مم (إنش)                                                             | 39.5 (1.56)                 | 34.3 (1.35)                 | 49.9 (1.96)                 | 70.3 (2.77)                 | 97.1 (3.82)                 | 70.4 (2.77)                 | 127.4 (5.02)                | 177.6 (6.99)                | 162.8 (6.41)                | 109.6 (4.31)                | 77.4 (3.05)                 | 52.8 (2.08)                 | 1٬069٫1 (42.09)             |
| متوسط تساقط الثلوج سم (إنش)                                                 | 54 (21)                     | 57 (22)                     | 33 (13)                     | 5 (2.0)                     | 0 (0)                       | 0 (0)                       | 0 (0)                       | 0 (0)                       | 0 (0)                       | —                           | —                           | —                           | 149 (59)                    |
| المصدر: وكالة الأرصاد الجوية اليابانية,New Chitose Aviation Weather Station |                             |                             |                             |                             |                             |                             |                             |                             |                             |                             |                             |                             |                             |

## توأمة
لتشيتوزي (هوكايدو) اتفاقيات توأمة مع كل من:
- أنكوريج (21 أبريل 1968 - )
- إيبوسوكي (15 أبريل 1994 - )
- كونغسبرغ (31 أغسطس 1988 - )
- تشانغتشون (11 أكتوبر 2004 - )

## أعلام
- هيرومي كونو